# Antón (Panama)
Antón è un comune (corregimiento) della Repubblica di Panama situato nel distretto di Antón, provincia di Coclé, di cui è capoluogo. Si estende su una superficie di 106,3 km² e conta una popolazione di 9.790 abitanti (censimento 2010).